# Loyola croesus
Loyola croesus är en insektsart som först beskrevs av Gerstaecker 1894.  Loyola croesus ingår i släktet Loyola och familjen guldögonsländor. Inga underarter finns listade i Catalogue of Life.